# Megalopta vigilans
Megalopta vigilans är en biart som beskrevs av Cockerell 1923. Megalopta vigilans ingår i släktet Megalopta och familjen vägbin. Inga underarter finns listade i Catalogue of Life.